# Christian Arnold Cadovius
Christian Arnold Cadovius, född 1733 i Gävle, död 24 januari 1777 i Säby församling, Jönköpings län, var en svensk präst. 

## Biografi
Christian Arnold Cadovius föddes 1733 i Gävle. Han var son till en stadsfältskärare och farfadern var generalsuperintendent i Ostfriesland. Cadovius blev 1751 student vid Uppsala universitet och avlade 1754 magisterexamen vid Greifswalds universitet. Han blev 1754 filosofidocent vid Greifswalds universitet och prästvigdes 1757. År 1758 blev han vikarierande rektor vid Gävle trivialskola och 1760 vikarierande komminister i Jakob och Johannes församling. Han blev extra ordinarie predikant vid Gardet 1760 och komminister vid amiralitetsförsamlingen 1764. Cadovius blev regemenspastor vid Gardet 1766 och kyrkoherde i Säby församling 1767. Han var sekreterare vid präststämman vid Riksdagen 1769. År 1775 utnämndes han till kyrkoherde i Rångedala församling. Cadovius avled före tillträdandet av tjänsten 1777 i Säby församling.

### Familj
Cadovius var gift med Maria Juliana Wallander.